# Temma Matsuda
Temma Matsuda (født 11. juni 1995) er en japansk fodboldspiller, som spiller for den japanske fodboldklub Shonan Bellmare.